# 宮崎県道414号有水高原線
宮崎県道414号有水高原線（みやざきけんどう414ごう ありみずたかはるせん）は、宮崎県都城市から西諸県郡高原町に至る一般県道である。

## 概要

### 路線データ
- 起点：都城市高城町有水（高城町有水交差点、国道10号交点）
- 終点：西諸県郡高原町大字西麓（高原町出口交差点、宮崎県道29号高原野尻線交点）

## 歴史
- 1959年（昭和34年）6月1日 - 宮崎県告示第226号[1]により路線認定される。当時の整理番号は128。

## 路線状況

### 重複区間
- 宮崎県道42号都城野尻線（都城市高崎町江平）

## 地理

### 通過する自治体
- 都城市
- 西諸県郡高原町

### 交差する道路
| 交差する道路                        | 市町村名 | 市町村名 | 交差する場所 | 交差する場所            |
| ----------------------------------- | -------- | -------- | ------------ | ----------------------- |
| 国道10号                            | 都城市   | 都城市   | 高城町有水   | 高城町有水交差点 / 起点 |
| 宮崎県道42号都城野尻線 重複区間起点 | 都城市   | 都城市   | 高崎町江平   |                         |
| 宮崎県道42号都城野尻線 重複区間終点 | 都城市   | 都城市   | 高崎町江平   |                         |
| 西諸県広域農道                      | 西諸県郡 | 高原町   | 大字後川内   | 後川内交差点            |
| 宮崎県道29号高原野尻線              | 西諸県郡 | 高原町   | 大字西麓     | 高原町出口交差点 / 終点 |

### 沿線
- 高原町立後川内小学校